# Anna Uhrväder
Anna Uhrväder, född 1759, död 1815, var en finländsk modist.
Till skillnad från många andra ur sitt yrke i Åbo var hon verksam på heltid som modist och försörjde sig helt på yrket. Hennes framgång var likvärdig med den som åtnjöts av stadens främsta skråmästare, och varade lika länge som de flesta skråmästares. Hon var den ledande inom sitt yrke i Åbo 1804–1812. Hon både tillverkade och sålde varor. Till hennes kundkrets hörde såväl adeln i hemstaden som borgerskapet i Åbo. 